# Agrilina
Agrilina es una subtribu de coleópteros polífagos perteneciente a la familia Buprestidae. Tiene una distribución mundial.

## Géneros
Se reconocen los siguientes géneros:
- Agrilochyseus
- Agrilodia
- Agriloides
- Agrilus
- Australodraco
- Autarcontes
- Bellamyus
- Callipyndax
- Dorochoviella
- Malawiella
- Maublancia
- Mychommatus
- Nelsonagrilus
- Omochyseus
- Parakamosia
- Phthyotis
- Pilotrulleum
- Sakalianus
- Sjoestedtius